# Francesco Canalini
Francesco Canalini (n. Osimo, Marcas, Italia, 23 de marzo de 1936) es un obispo católico y diplomático italiano.

## Biografía
Nacido en el municipio italiano de Osimo en la Región de Marcas, el día 23 de marzo de 1936.
Cuando él era joven descubrió su vocación religiosa y decidió entrar al seminario diocesano, donde hizo sus estudios eclesiásticos y finalmente fue ordenado sacerdote para su diócesis natal ("la de Osimo-Ancona") el 18 de marzo de 1961, por el Obispo Mons. Domenico Brizi.

## Trayectoria
Una vez recibió la ordenación, inició su ministerio pastoral. Años más tarde, en 1966 quiso seguir con su formación y pasó a la Academia Pontificia Eclesiástica de la ciudad de Roma, en la cual realizó estudios de diplomacia que le sirvieron para poder entrar a trabajar en el Servicio Diplomático de la Santa Sede.
Durante esos años, el 1 de junio de 1971, el papa Pablo VI le concedió el título honorífico de Capellán de Su Santidad ("Mons."). Y el 6 de julio de 1983, el papa Juan Pablo II le concedió el de Prelado de honor de Su Santidad.
El día 28 de mayo de 1986, Juan Pablo II lo nombró como Obispo titular de la Diócesis de Valeria ("antigua ciudad romana situada en la provincia de Cuenca de la comunidad autónoma de Castilla-La Mancha, España") y Nuncio Apostólico de Indonesia.
Recibió la consagración episcopal el 12 de julio del mismo año, a manos de su consagrante principal el cardenal Agostino Casaroli(†) y de sus co·consagrantes: el también cardenal José Tomás Sánchez(†) y el arzobispo Mons. Carlo Maccari(†).
Posteriormente se marchó de Indonesia, debido a que el 20 de julio de 1991 fue nombrado Nuncio Apostólico de Ecuador y el 3 de diciembre de 1998 pasó a ser el Nuncio Apostólico en Australia.
Seguidamente el 8 de septiembre de 2004, fue designado Nuncio Apostólico en Suiza y Liechtenstein, hasta que finalmente en el mes de abril de 2011 renunció a su cargo y fue sucedido por Mons. Diego Causero.
Actualmente sigue manteniendo desde 1986, el título de Obispo titular de la Diócesis de Valeria.